# Vicente Vilar David
Vicente Vilar David (n. Manises, Valencia, España, 28 de junio de 1889 - m. España, 14 de febrero de 1937). Beato de la iglesia católica.

## Biografía
Nació en Manises (Valencia) el 28 de junio de 1889. Sus padres fueron Justo Vilar Arenes y Carmen David Gimeno. Fue el último de ocho hermanos.
Cursó la enseñanza primaria en su pueblo natal. Sus estudios de segunda enseñanza en el colegio de los padres escolapios de Valencia, y los de ingeniero industrial en la escuela superior de Barcelona.
Contrajo matrimonio con Isabel Rodes Reig, el 30 de noviembre de 1922.
Al fallecer su padre y terminados los estudios de ingeniería industrial tomó la dirección de la empresa de cerámica, llamada “Hijos de Justo Vilar”.
En agosto de 1936, fue destituido como secretario y profesor de la escuela de cerámica, por su condición de católico.[cita requerida]
En la noche del 14 de febrero de 1937 ante un tribunal reafirmó su condición de católico. Fue asesinado inmediatamente.[cita requerida]
Sus restos mortales se veneran en la Iglesia Parroquial de San Juan Bautista de Manises.